# Gotja Chodzjava
Gotja Chodzjava (georgiska: გოჩა ხოჯავა, ryska: Гоча Ходжава), född 16 mars 1985, är en georgisk fotbollsspelare. För närvarande spelar Chodzjava för den ryska klubben SKA-Energiya. Tidigare spelade han för ryska Anzji och med Anzji lyckades han, 2009, föra klubben till spel i Ryska Premier League efter att man vunnit den ryska andradivisionen.

## Meriter
- Cypriotisk mästare - 2005 med Anorthosis Famagusta FC
- Georgisk mästare - 2007 med Olimpi Rustavi
- Rysk mästare i andradivisionen - 2009 med Anzji Machatjkala